# Gran Premio di Germania 1988
Il Gran Premio di Germania 1988 fu una gara di Formula 1, disputatasi il 24 luglio 1988 sull'Hockenheimring. Fu la nona prova del mondiale 1988 e vide la vittoria di Ayrton Senna su McLaren - Honda, seguito da Alain Prost e da Gerhard Berger.

## Qualifiche
Senna conquistò la settima pole position stagionale, con quasi tre decimi di vantaggio sul compagno di squadra Prost; in seconda fila si schierarono, più staccate, le Ferrari di Berger e Alboreto, seguite da Piquet, Nannini, Capelli e Nakajima.

### Classifica
| Pos                     | No | Pilota             | Costruttore                    | Tempo    | Distacco |
| ----------------------- | -- | ------------------ | ------------------------------ | -------- | -------- |
| 1                       | 12 | Ayrton Senna       | McLaren - Honda                | 1'44"596 |          |
| 2                       | 11 | Alain Prost        | McLaren - Honda                | 1'44"873 | +0"277   |
| 3                       | 28 | Gerhard Berger     | Ferrari                        | 1'46"115 | +1"519   |
| 4                       | 27 | Michele Alboreto   | Ferrari                        | 1'47"154 | +2"558   |
| 5                       | 1  | Nelson Piquet      | Lotus - Honda                  | 1'47"681 | +3"085   |
| 6                       | 19 | Alessandro Nannini | Benetton - Ford                | 1'48"208 | +3"612   |
| 7                       | 16 | Ivan Capelli       | March - Judd                   | 1'48"703 | +4"107   |
| 8                       | 2  | Satoru Nakajima    | Lotus - Honda                  | 1'48"781 | +4"185   |
| 9                       | 20 | Thierry Boutsen    | Benetton - Ford                | 1'48"837 | +4"241   |
| 10                      | 15 | Maurício Gugelmin  | March - Judd                   | 1'49"511 | +4"915   |
| 11                      | 5  | Nigel Mansell      | Williams - Judd                | 1'49"880 | +5"284   |
| 12                      | 17 | Derek Warwick      | Arrows - Megatron              | 1'50"459 | +5"863   |
| 13                      | 6  | Riccardo Patrese   | Williams - Judd                | 1'50"719 | +6"123   |
| 14                      | 22 | Andrea De Cesaris  | Rial - Ford                    | 1'51"004 | +6"408   |
| 15                      | 18 | Eddie Cheever      | Arrows - Megatron              | 1'51"171 | +6"575   |
| 16                      | 14 | Philippe Streiff   | AGS - Ford                     | 1'51"642 | +7"046   |
| 17                      | 25 | René Arnoux        | Ligier - Judd                  | 1'52"080 | +7"484   |
| 18                      | 21 | Nicola Larini      | Osella - Alfa Romeo            | 1'52"168 | +7"572   |
| 19                      | 36 | Alex Caffi         | Dallara Scuderia Italia - Ford | 1'52"277 | +7"681   |
| 20                      | 30 | Philippe Alliot    | Lola Larrousse - Ford          | 1'52"293 | +7"697   |
| 21                      | 29 | Yannick Dalmas     | Lola Larrousse - Ford          | 1'52"436 | +7"840   |
| 22                      | 10 | Bernd Schneider    | Zakspeed                       | 1'52"664 | +8"068   |
| 23                      | 9  | Piercarlo Ghinzani | Zakspeed                       | 1'52"674 | +8"078   |
| 24                      | 3  | Jonathan Palmer    | Tyrrell - Ford                 | 1'52"908 | +8"312   |
| 25                      | 33 | Stefano Modena     | EuroBrun - Ford                | 1'52"998 | +8"402   |
| 26                      | 32 | Oscar Larrauri     | EuroBrun - Ford                | 1'53"043 | +8"447   |
| Vetture non qualificate |    |                    |                                |          |          |
| NQ                      | 24 | Luis Pérez-Sala    | Minardi - Ford                 | 1'53"356 | +8"760   |
| NQ                      | 26 | Stefan Johansson   | Ligier - Judd                  | 1'53"507 | +8"911   |
| NQ                      | 4  | Julian Bailey      | Tyrrell - Ford                 | 1'53"576 | +8"980   |
| NQ                      | 23 | Pierluigi Martini  | Minardi - Ford                 | 1'53"596 | +9"000   |

## Gara
Dopo che durante tutto il fine settimana sul circuito tedesco si erano abbattuti diversi acquazzoni, la gara fu disputata con il tracciato bagnato, ma senza pioggia; tutti i piloti ad eccezione di Piquet montarono gomme da bagnato. Al via Senna mantenne la prima posizione, mentre Prost scivolò alle spalle di Nannini e Berger; nonostante tutto, il francese ebbe rapidamente la meglio su entrambi, ma non riuscì mai ad impensierire seriamente il compagno di squadra, concludendo in seconda posizione. Terzo e quarto giunsero Berger e Alboreto, seguiti sul traguardo da Capelli e Boutsen.

### Classifica
| Pos | N. | Pilota             | Costruttore/Motore             | Giri | Tempo/Ritiro              | Griglia | Punti |
| --- | -- | ------------------ | ------------------------------ | ---- | ------------------------- | ------- | ----- |
| 1   | 12 | Ayrton Senna       | McLaren - Honda                | 44   | 1h32'54"188               | 1       | 9     |
| 2   | 11 | Alain Prost        | McLaren - Honda                | 44   | + 13"609                  | 2       | 6     |
| 3   | 28 | Gerhard Berger     | Ferrari                        | 44   | + 52"095                  | 3       | 4     |
| 4   | 27 | Michele Alboreto   | Ferrari                        | 44   | + 1'40"912                | 4       | 3     |
| 5   | 16 | Ivan Capelli       | March - Judd                   | 44   | + 1'49"606                | 7       | 2     |
| 6   | 20 | Thierry Boutsen    | Benetton - Ford                | 43   | + 1 giro                  | 9       | 1     |
| 7   | 17 | Derek Warwick      | Arrows - Megatron              | 43   | + 1 giro                  | 12      |       |
| 8   | 15 | Maurício Gugelmin  | March - Judd                   | 43   | + 1 giro                  | 10      |       |
| 9   | 2  | Satoru Nakajima    | Lotus - Honda                  | 43   | + 1 giro                  | 8       |       |
| 10  | 18 | Eddie Cheever      | Arrows - Megatron              | 43   | + 1 giro                  | 15      |       |
| 11  | 3  | Jonathan Palmer    | Tyrrell - Ford                 | 43   | + 1 giro                  | 24      |       |
| 12  | 10 | Bernd Schneider    | Zakspeed                       | 43   | + 1 giro                  | 22      |       |
| 13  | 22 | Andrea De Cesaris  | Rial - Ford                    | 42   | + 2 giri                  | 14      |       |
| 14  | 9  | Piercarlo Ghinzani | Zakspeed                       | 42   | + 2 giri                  | 23      |       |
| 15  | 36 | Alex Caffi         | Dallara Scuderia Italia - Ford | 42   | + 2 giri                  | 19      |       |
| 16  | 32 | Oscar Larrauri     | EuroBrun - Ford                | 42   | + 2 giri                  | 26      |       |
| 17  | 25 | René Arnoux        | Ligier - Judd                  | 41   | + 3 giri                  | 17      |       |
| 18  | 19 | Alessandro Nannini | Benetton - Ford                | 40   | + 4 giri                  | 6       |       |
| 19  | 29 | Yannick Dalmas     | Lola Larrousse - Ford          | 39   | + 5 giri                  | 21      |       |
| Rit | 14 | Philippe Streiff   | AGS - Ford                     | 38   | Problema all'acceleratore | 16      |       |
| Rit | 6  | Riccardo Patrese   | Williams - Judd                | 34   | Testacoda                 | 13      |       |
| Rit | 21 | Nicola Larini      | Osella - Alfa Romeo            | 27   | Motore                    | 18      |       |
| Rit | 5  | Nigel Mansell      | Williams - Judd                | 16   | Testacoda                 | 11      |       |
| Rit | 33 | Stefano Modena     | EuroBrun - Ford                | 15   | Motore                    | 25      |       |
| Rit | 30 | Philippe Alliot    | Lola Larrousse - Ford          | 8    | Incidente                 | 20      |       |
| Rit | 1  | Nelson Piquet      | Lotus - Honda                  | 1    | Incidente                 | 5       |       |
| NQ  | 24 | Luis Pérez-Sala    | Minardi - Ford                 |      |                           |         |       |
| NQ  | 26 | Stefan Johansson   | Ligier - Judd                  |      |                           |         |       |
| NQ  | 4  | Julian Bailey      | Tyrrell - Ford                 |      |                           |         |       |
| NQ  | 23 | Pierluigi Martini  | Minardi - Ford                 |      |                           |         |       |
| NPQ | 31 | Gabriele Tarquini  | Coloni - Ford                  |      |                           |         |       |

## Classifiche

### Piloti
| Pos. | Pilota             | Punti |
| ---- | ------------------ | ----- |
| 1    | Alain Prost        | 60    |
| 2    | Ayrton Senna       | 57    |
| 3    | Gerhard Berger     | 25    |
| 4    | Michele Alboreto   | 16    |
| 5    | Nelson Piquet      | 15    |
| 6    | Thierry Boutsen    | 12    |
| 7    | Derek Warwick      | 9     |
| 8    | Nigel Mansell      | 6     |
| 9    | Alessandro Nannini | 6     |
| 10   | Jonathan Palmer    | 5     |
| 11   | Ivan Capelli       | 4     |
| 12   | Andrea De Cesaris  | 3     |
| 13   | Maurício Gugelmin  | 3     |
| 14   | Satoru Nakajima    | 1     |
| 15   | Riccardo Patrese   | 1     |
| 16   | Eddie Cheever      | 1     |
| 17   | Pierluigi Martini  | 1     |

### Costruttori
| Pos. | Team              | Punti |
| ---- | ----------------- | ----- |
| 1    | McLaren - Honda   | 117   |
| 2    | Ferrari           | 41    |
| 3    | Benetton - Ford   | 18    |
| 4    | Lotus - Honda     | 16    |
| 5    | Arrows - Megatron | 10    |
| 6    | Williams - Judd   | 7     |
| 7    | March - Judd      | 7     |
| 8    | Tyrrell - Ford    | 5     |
| 9    | Rial - Ford       | 3     |
| 10   | Minardi - Ford    | 1     |

## Fonti
- Sito di The Official Formula 1, su formula1.com. URL consultato l'11 giugno 2009.
- (EN) 1988 Grand Prix of Germany, su silhouet.com, Teamdan.org. URL consultato il 24 dicembre 2009.
- (EN) Grand Prix Results: German Grand Prix, 1988, su grandprix.com. URL consultato il 24 dicembre 2009.